# Life is a Dream
Life is a Dream (título original en inglés; en español, La vida es sueño) es una ópera en tres actos con música de Jonathan Dove y libreto de Alasdair Middleton, basada en la obra de teatro La vida es sueño. Fue un encargo de la Compañía de Ópera de Birmingham, que la estrenó el 21 de marzo de 2012 en Argyle Works, Birmingham, bajo la dirección de William Lacey, con Graham Vick como director artístico y Samal Blak, diseñador. Tiene una duración de 110 minutos. 

## Personajes
| Personaje                                                     | Tesitura      | Reparto del estreno, 21 de marzo de 2012. (Director: William Lacey) |
| ------------------------------------------------------------- | ------------- | ------------------------------------------------------------------- |
| Rosaura                                                       | mezzosoprano  | Wendy Dawn Thompson                                                 |
| Segismund (Segismundo)                                        | bajo-barítono | Eric Greene                                                         |
| Clotaldo, carcelero y padre de Rosaura                        | bajo          | Keel Watson                                                         |
| King Basil (rey Basilio)                                      | tenor         | Paul Nilon                                                          |
| Astolfo                                                       | tenor         | Joseph Guyton                                                       |
| Estella                                                       | soprano       | Donna Bateman                                                       |
| Guardas, defensores de Estella y Astolfo, polacos, cortesanos |               |                                                                     |

## Instrumentación
Dos flautas (una doblando flautín), oboe, clarinete, fagot (doblando contrafagot), dos trompas, dos trompetas, trombón tenor, trombón bajo, tuba, percusión, piano, arpa y cuerdas.